# Dózsa Erzsébet
Dózsa Erzsébet, Perjés Gáborné (Szentes, 1950. május 31. – 2024. augusztus 10.) magyar színésznő, tanár.

## Életpályája
Szentesen született, a nagyszülei nevelték, középiskoláit is itt végezete. Magyar és rajz szakos tanári diplomát szerzett a Szegedi Juhász Gyula Tanárképző Főiskolán. Versmondóként indult egy versenyen és évfolyamtársaival Ács Jánossal és Fehér Ildikóval itt fedezte fel Paál István rendező, aki a Szegedi Egyetemi Színpadot vezette. Itt indult színészi pályája 1971-ben. Később színésznőként több színházban is szerepelt, 1972-től a Veszprémi Petőfi Színházban, 1974-től a 25. Színháznál. 1976-tól a Szegedi Nemzeti Színházban játszott, majd 1977-től a Békés Megyei Jókai Színházban. 1981-től 1985-ig a Budapesten a Népszínház előadásiban. 1997-től a Ruttkai Éva Színházban, 2007-ben és 2009-ben az Újpest Színházban is játszott. Színésznőként több filmben is szerepelt. 
1980 óta volt a szentesi Horváth Mihály Gimnázium magyar-rajz-színházelmélet szakos tanára. A drámatagozat egyik megalapozója, hagyományainak, pedagógiai programjának kialakítója.

## Színházi szerepeiből
- William Shakespeare: Sok hűhó semmiért... Margit
- Molière: Férjek iskolája... Lisette
- Borisz Lvovics Vasziljev: A hajnalok itt csendesek... Gálja
- Jevgenyij Lvovics Svarc: Hókirálynő... Hókirálynő
- Veress Miklós: Örök Elektra... Klütaimnésztra
- Sarkadi Imre: Elveszett paradicsom... Zsófi
- Zágon István–Nóti Károly: Hyppolit, a lakáj... Schneiderné
- Pierre Barillet–Jean-Pierre Grédy: A kaktusz virága... Durandné
- Alexandru Kiriţescu: Szarkafészek... Fraulein
- Hans Christian Andersen: A kis gyufaáruslány... Nagyanyó
- Molnár Ferenc: Az ördög... Elza
- Móricz Zsigmond: Kerek Ferkó... Fräulein
- Békeffi István: A régi nyár... Néni cukrászné
- Göncz Árpád: Rácsok... Őrmesternő
- Németh László: Bodnárné... Örzsi
- Kertész Ákos: Névnap... Halláné
- Gyárfás Miklós: Egérút... Orbók Istvánné
- Görgey Gábor: Bulvár... Mrs. Brown, várományos özvegy
- Hernádi Gyula: Utópia... Clara
- Juhász István: Valahol egy sziget... Edit
- Korniss Péter: Raszpljujev nagy napja... szereplő
- Zelk Zoltán: Az ezernevű lány... Ezerszép

## Dramaturgiai munkájából
- Dadogó Szimfónia (Nemzeti Táncszínház, 2018)

## Filmes, televíziós szerepei
- A kis utazás (2000)
- Feri és az édes élet  (2001)
- Állítsátok meg Terézanyut! (2004)
- Sztornó  (2006)